# Fritz Thyssen
Fritz Thyssen, född 9 november 1873 i Styrum i Mülheim an der Ruhr, död 8 februari 1951 i Buenos Aires, var en tysk industrialist, son till August Thyssen och ledare för industrikoncernen Thyssen.

## Biografi
Fritz Thyssen tog från 1897 över de delar av koncernen som hans far skapat. År 1900 gifte han sig med Amélie Zurhelle och 1909 föddes dottern Anita. Thyssen deltog i första världskriget fram till 1917, då han skadades. Han tillhörde Deutschnationale Volkspartei och motsatte sig den franska ockupationen av Ruhrområdet. Från 1923 stödde han Adolf Hitler ekonomiskt och samarbetet fortsatte till mitten av 1930-talet, innan Thyssen hamnade i konflikt med nazistledaren. Fritz Thyssen tog efter sin fars död 1926 över Thyssen-koncernen och ledde företaget fram till 1939.
1939 var konflikten mellan Thyssen och Hitler dragen till sin spets och Thyssen lämnade Tyskland och for till Schweiz varpå Hitler fråntog honom hans bolag och hans tyska medborgarskap. Thyssen hade då förklarat att han var emot andra världskriget. Thyssen skulle fly vidare via Frankrike till Argentina där hans dotter bodde sedan 1936. Thyssen åkte till Frankrike men här hann nazisterna ikapp honom sedan man invaderat landet varpå Thyssen fördes tillbaka till Tyskland och fängslades i ett sanatorium. Han kom i slutet av kriget att förflyttas till koncentrationslägren Buchenwald, Sachsenhausen och slutligen Dachau.
I samband med krigsslutet hamnade Thyssen i fängsligt förvar hos de allierade. Han kom att släppas ur fängelse 1948 men fick betala höga böter för sitt finansiella stöd till Hitler. Han reste till Buenos Aires, där han avled 1951. Hans fru Amélie Thyssen övertog ledningen av företaget tillsammans med dottern Anita.